# Ingrid Becker
Ingrid Becker (alemany: Ingrid Mickler-Becker)  (Geseke, 26 de setembre de 1942) és una atleta alemanya, especialista en el pentatló, curses de velocitat i salt de llargada, que va competir per la República Federal Alemanya, durant les dècades de 1960 i 1970.
Durant la seva carrera esportiva va prendre part en quatre edicions dels Jocs Olímpics d'Estiu, el 1960, 1964, 1968 i 1972. El 1960 fou novena en la prova del salt de llargada. El 1964 fou quarta en el salt de llargada i vuitena en el pentatló. Els grans èxits als Jocs Olímpics arribaren en les dues darreres participacions. El 1968, a Ciutat de Mèxic, guanyà la medalla d'or en el pentatló, mentre en el salt de llargada i el 4x100 metres relleus fou sisena. El 1972, a Múnic, guanyà la medalla d'or en el 4x100 metres relleus, formant equip amb Christiane Krause, Annegret Richter i Heide Rosendahl, mentre en les altres dues proves que disputà quedà eliminada en sèries.
En el seu palmarès també destaquen dues medalles d'or (relleus de 4x100 i salt de llargada de 1971) i dues de plata (relleus 4x100 de 1969, 100 metres de 1971) al Campionat d'Europa d'atletisme. També fou campiona alemanya de salt d'alçada (1962), salt de llargada (1967), pentatló (1967) i 100 metres (1968, 1970 i 1971).
Becker va ser escollida esportista alemanya de l'any el 1968 i el 1971 i va rebre el Silbernes Lorbeerblatt el 1968. El 1969 va ser guardonada amb el Premi Memorial Rudolf Harbig, i després va treballar durant molts anys a la Federació Esportiva Alemanya.
El 1990 es va convertir en secretària d'Estat a la Renània-Palatinat, però va perdre el càrrec quan el seu partit, la CDU, va perdre les eleccions el 1991. Després va treballar per a una empresa de consultoria germano-suïssa. El 2005 se li van concedir la "Goldene Sportpyramide" de la Deutsche Sporthilfe i el 2006 fou incorporada al Saló de la Fama de l'Esport d'Alemanya. És membre del Comitè Olímpic Nacional Alemany.

## Millors marques
- 100 metres. 11.35" (1971)
- Salt d'alçada. 1.71 metres (1961)
- Salt de llargada. 6.76 metres (1971)
- Pentatló. 5.098 punts (1968)[1][3]